# Tachi
|  | No s'ha de confondre amb Tachi (futbolista). |

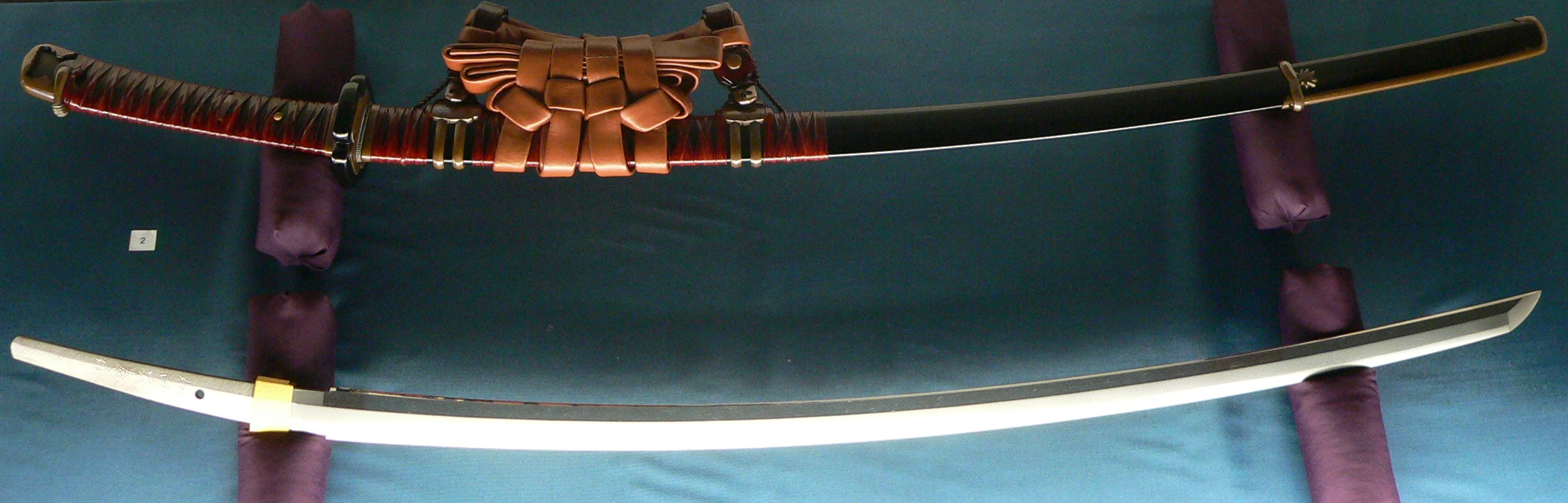
Tachi forjat el 1997

El tachi (太刀:たち) és una espasa japonesa; sovint es diu que és una mica més corbada i un poc més llarga que la katana. No obstant això, Gilbertson, Oscar Ratti, i Adele Westbrook indiquen que una espasa és dita tachi quan penja de l'obi (cinturó) amb el fil cap avall, i la mateixa espasa es converteix en katana quan es duu amb el fil cap amunt travessant la cintura. L'estil "tachi" fou eventualment descartat en favor de la katana. Els daitō (espases llargues) anteriors a la katana tenien de terme mitjà uns 78cm de longitud de fulla; més llargs que el terme mitjà de la katana d'uns 70cm. Al contrari que la manera tradicional de dur la katana, el tachi penjava del cinturó amb el fil tallant cap avall, i usualment s'usava per a la cavalleria. Desviacions de la longitud habitual del tachi duen afegits el prefix ko- (per "curt") i ō- (per "gran"). Per exemple, els tachi que eren shōtō i més propers en grandària al wakizashi es deien kodachi. El tachi més llarg (considerat un ōodachi del segle 15) en existència té més de 3.7 metres de longitud total (2,2 m. de fulla) però es creu que era cerimonial. Durant l'any 1600, molts vells tachi es retallaren a la grandària d'una katana. La majoria de les fulles tachi supervivents avui dia són o-suriage, de manera que és rar veure una espasa original signada ubu tachi.
Fou la primera espasa forjada en el Japó. És l'antecessora directa de la katana (amb major longitud), es va seguir usant molts anys després com una espècie d'espasa cerimonial pels samurais del més alt rang.
S'usava principalment com a espasa per a cavalleria i està dissenyada per a tallar de baix cap amunt.

## Ús
El tachi s'usava principalment a cavall, on era possible brandir-lo eficientment per a tallar la infanteria enemiga. De totes maneres, en el sòl seguia sent una arma efectiva, però difícil d'usar. Per aquesta raó es va desenvolupar la seua companya, la uchigatana (predecessora de la katana).
Fou el predecessor de la katana com la fulla de batalla dels bushi (casta guerrera) del Japó feudal, i segons va evolucionar en el disseny posterior, sovint ambdues eren diferenciades l'una de l'altra només per com s'abillaven i pels detalls de les fulles. En la història feudal japonesa posterior, durant les eres Sengoku i Edo, alguns guerrers d'alt rang del que va arribar a ser la classe dirigent, duien les seues espases a l'estil tachi (el fil cap avall), en lloc de amb la saya (beina) allotjada travessant el cinturó amb el fil cap amunt.